# プール解析
プール解析（プールかいせき、英語: pooled analysis）とは、複数の研究の元データを集めて再解析する方法である。プール解析は、広義のメタ解析に含まれるが、狭義ではメタ解析とプール解析は分けて考えられる。
例えば、薬剤の効果を300症例での検討した成績と500症例で検討した成績があるとする。使用した薬剤が同じ、更に薬物を投与した期間もほぼ同じであれば、その試験の元データを合算して一つの試験の様にした再解析が可能である。この様にプール解析では、元データを合算（300症例+500症例＝800症例）し再解析する方法である。症例数が増えたデータを再解析により、検出力が上がり、より信頼度の高い結果が得られる。
なお、メタ解析（狭義）は、各試験の解析結果の集計、即ち得られた各試験で得られたイベントの発生頻度（オッズ比：Odds ratio）の集計である。
メタ解析は試験成績（Odds ratio）の集計であることから、個々の試験で解析成績（Odds ratio）の記載されていない項目では集計した結果（Odds ratio）解析ができない。
一方、プール解析では、元データからの再解析であるので、新たな項目での解析が可能である。

## 例 (1)
脳梗塞患者に対するrt-PA（アルテプラーゼ）投与の大規模試験ECASS, ATLANTIS, NINDS, and EPITHET trialsなど8試験の元データで、脳梗塞発症からrt-PA投与が有用な時間を再解析（プール解析）。
脳梗塞発症4.5時間まではrt-PA投与による有効性を確認。NNTは発症90分以内で5人，91～180分で9人，181～270分で15人。
従来、rt-PAは脳梗塞発症3時間までの効果が認められていた。プール解析の結果、4.5時間までの投与メリットが認められ海外では投与開始時間までに変更された。

## 例 (2)
磁界と小児白血病との関係を調査した9つの疫学研究結果をプール解析。4mG以上の曝露を受けている子供は、白血病のリスクが2倍（95％信頼区間：1.27～3.13）に増加した。